# Chidlow, Cheshire
Chidlow är en civil parish i Storbritannien.   Den ligger i kommunen Cheshire West and Chester i riksdelen England, i den södra delen av landet, 240 km nordväst om huvudstaden London.